# Cambogia (album)
Cambogia è il settimo album in studio del gruppo musicale rock italiano The Bastard Sons of Dioniso, pubblicato il 1º dicembre 2017.

## Tracce
1. Cambogia – 3:57
2. Sei solo tu – 2:58
3. Non farsi domande – 3:55
4. Coast to Coast – 3:12
5. Lasciamo stare i convenevoli – 3:45
6. Venti tornanti – 3:43
7. Il falegname – 3:02
8. La seconda neve – 3:30
9. Benvenuti nel mio modo – 4:07

## Formazione
- Michele Vicentini – chitarra, voce
- Jacopo Broseghini – basso, voce
- Federico Sassudelli – batteria, voce